# Mark Harper (homme politique)
Mark James Harper (né le 26 février 1970) est un homme politique britannique qui siège au Cabinet en tant que whip en chef de la Chambre des communes de 2015 à 2016 et en tant que secrétaire d'État aux Transports de 2022 à 2024. Membre du Parti conservateur, il est député de Forest of Dean dans le Gloucestershire de 2005 à 2024. Il entre à la chambre des Lords en mai 2025.

## Jeunesse et éducation
Mark Harper est né et grandit à Swindon, Wiltshire, où il reçoit une éducation ouvrière : son père est ouvrier manuel et sa mère employée par un club de lecture. Il fait ses études à la Headlands Comprehensive School et au Swindon College. Il étudie la philosophie, la politique et l'économie au Brasenose College d'Oxford, notamment auprès du professeur Vernon Bogdanor (en).

## Début de carrière
Après avoir obtenu son diplôme en 1991, Mark Harper rejoint KPMG en tant qu'auditeur. Après avoir obtenu son diplôme d'expert-comptable, il rejoint Intel Corporation. En 2002, il quitte Intel pour créer son propre cabinet comptable,.
Avant d'entrer au Parlement, il est trésorier de l'Association conservatrice de Swindon et vice-président pendant un an en 1998.

## Carrière parlementaire
Aux élections générales de 2001, Mark Harper brigue le siège de Forest of Dean dans le Gloucestershire, mais arrive deuxième derrière la députée travailliste sortante Diana Organ avec 38,8 % des voix.
Diana Organ prend sa retraite aux élections générales de 2005 et il est élu pour les conservateurs avec une majorité de 2 049 voix, semblable à la majorité travailliste aux élections précédentes et 40,9 % des voix. Lors de la même élection générale, Margaret, l'épouse de Harper, se présente comme candidate conservatrice à Worcester, où elle termine à la deuxième place derrière le candidat travailliste, Michael Foster.
Le 24 mai 2005, Mark Harper prononce son premier discours. Lorsque Cameron est élu chef du parti en décembre 2005, il fait de Harper le porte-parole pour les questions de bien-être des forces armées et des anciens combattants.
Il siège au comité d'administration de la Chambre des communes et brièvement au comité du travail et des pensions. En matière de politique étrangère, il a toujours voté en faveur de l’intervention militaire britannique à l’étranger. Harper est décrit en 2015 comme un eurosceptique. Malgré cela, il fait campagne pour rester dans l'Union européenne lors du référendum de 2016 sur la fin de l'adhésion du Royaume-Uni.
Lors du remaniement de juillet 2007, Mark Harper est nommé ministre fantôme chargé des personnes handicapées, poste qu'il occupe jusqu'aux élections générales de 2010,.

### Carrière gouvernementale
Aux élections générales de 2010, Mark Harper est réélu avec une part de voix de 46,9 % et une majorité de 11 064 voix. Peu de temps après, Harper devient secrétaire parlementaire chargé de la réforme politique et constitutionnelle. Il travaille avec le Vice-Premier ministre Nick Clegg sur la loi de 2011 sur le système de vote parlementaire et les circonscriptions électorales qui modifie le système de vote pour l'élection des députés (Harper n'était pas enthousiasmé par la proposition qui était une monnaie d'échange clé dans les négociations de coalition en mai 2010).
Il travaille sur le projet de loi de réforme de la Chambre des Lords, qui vise à créer une deuxième chambre plus petite composée principalement de pairs élus. Il s'agit d'une politique libérale-démocrate qui a également été mentionnée comme une aspiration dans le manifeste du Parti conservateur de 2010. En juillet 2012, 91 députés conservateurs défient les whips et votent avec les travaillistes contre les propositions, ce qui conduit le gouvernement de coalition à abandonner la réforme prévue peu après.
Lors du remaniement de septembre 2012, Mark Harper est promu ministre d’État à l’Immigration à un moment où d'augmentation de la migration nette vers le Royaume-Uni.
Il démissionne de son poste de ministre de l'Immigration le 8 février 2014, après avoir découvert que son employé de maison n'avait pas l'autorisation de travailler au Royaume-Uni. Il est remplacé par James Brokenshire,.
Le remaniement ministériel de juillet 2014 permet à Harper de reprendre des fonctions comme ministre d'État chargé des Personnes handicapées au ministère du Travail et des Pensions (DWP). Il est responsable du relativement nouveau paiement d'indépendance personnelle (PIP), ainsi que de l'évaluation de la capacité de travail (WCA) utilisée pour évaluer le droit à l'allocation d'emploi et de soutien (ESA) – un héritage du New Labour. Les deux opérations font l'objet d’importants arriérés de réclamations non évaluées.
Aux élections générales de 2015, Mark Harper est réélu avec une part des voix à 46,8 % et une majorité de 10 987 voix,. Il est promu whip en chef après la victoire des conservateurs aux élections générales de mai 2015.
En décembre 2015, après un vote en faveur de l'utilisation des capacités militaires britanniques contre l'État islamique en Syrie, le London Evening Standard rapporte que : « David Cameron s'est précipité au bureau des whips du gouvernement pour féliciter le whip en chef Mark Harper après le vote des Communes sur le projet de loi, qui a vu les députés soutenir l'action après un débat de 10 heures.
Après la démission de David Cameron et l'accession de Theresa May au poste de Premier ministre, Mark Harper quitte le cabinet. Lors des élections générales anticipées de 2017, Harper est réélu avec une part des voix de 54,3 % et une majorité de 9 502 voix. Il est réélu aux élections générales de 2019 avec une part des voix de 59,6 % et une majorité de 15 869 voix.
Pendant la Pandémie de Covid-19, Harper critique l'approche du gouvernement. En novembre 2020, il devient président du COVID Recovery Group, un groupe de députés qui plaident contre le confinement et pour des restrictions plus souples.
En avril 2022, il soumet une lettre de censure à l'égard du premier ministre Boris Johnson, à la suite du Partygate.
Lors de l’accession de Rishi Sunak au poste de Premier ministre, il fait un retour au gouvernement comme secrétaire d’État aux Transports le 25 octobre 2022.
En octobre 2023, Harper se prononce contre les politiques de transport du Parti conservateur au pouvoir, en particulier les frais anti-pollution sur les voitures et les faibles limitations de vitesse. Il qualifié son parti de « fièrement pro-automobile ».
Aux élections générales de 2024, Mark Harper est battu de peu dans sa circonscription de Forest of Dean par le candidat du Parti travailliste Matt Bishop.